# Sergueï Tikhanovski
Siarhieï Tsikhanowski
Sergueï Léonidovitch Tikhanovski (russe : Серге́й Леони́дович Тихано́вский), de son nom biélorusse Siarhieï Léanidavitch Tsikhanowski (biélorusse : Сяргей Леанідавіч Ціханоўскі),,,, né le 18 août 1978 à Horki, est un YouTubeur, blogueur vidéo, dissident politique et militant pro-démocratie biélorusse. Il est principalement connu pour ses activités militantes contre le régime du président biélorusse Alexandre Loukachenko. En mai 2020, il annonce son intention de se présenter à l'élection présidentielle de 2020, mais il est arrêté deux jours plus tard. Son épouse Svetlana Tikhanovskaïa est la principale rivale de Loukachenko lors des élections contestées. Il est libéré, le 21 juin 2025.

## Biographie

### Jeunesse et entrepreneuriat
Tikhanovski naît le 18 août 1978 à Horki, dans la voblast de Mahiliow, à l'est de la Biélorussie. 
Après des études à l'université d'État Francysk Skaryna de Homiel (en), dont il est diplômé de la Faculté de philologie, il ouvre des boîtes de nuit à Homiel et Mazyr et organise des concerts. Il s'investit dans la production vidéo, la publicité et les vidéoclips.

### Chaîne YouTube «Un pays à vivre»
Tikhanovski dit être devenu blogueur presque par accident : administrant une ferme près de Homiel, il est confronté à des obstacles bureaucratiques de la part des responsables locaux, régionaux et nationaux, difficultés qu'il relatera par la suite à des journalistes.
La chaîne YouTube « Un pays à vivre » (en russe : Страна Для Жизни, Strana dlia jizni) est lancée en 2019 et attire 140 000 abonnés au cours de l'année. La chaîne se consacre aux histoires de Biélorusses ordinaires et aux portraits d'entrepreneurs  qui « contribuent à construire un pays à vivre ». Tikhanovski tourne des vidéos sur des sujets sociaux et politiques et traite des problèmes des citoyens, principalement dans les régions biélorusses. 
Avec son équipe, dans une voiture portant le slogan « la vraie info », Tikhanovski passe plus d'un mois à parcourir la Biélorussie et à interviewer des abonnés, qui lui parlent devant la caméra des problèmes qu'ils rencontrent dans leur quotidien, urbain ou rural. La vidéo la plus populaire de la chaîne (près d'un million de vues au 30 mai 2020) s'intéresse à la vie d'une habitante de Hlybokaïe et à ses opinions sur le président biélorusse Alexandre Loukachenko. La chaîne YouTube de Tikhanovski propose également des interviews vidéo avec des personnalités politiques d'opposition et des hommes d'affaires. Lors de ses déplacements dans le pays, Sergueï Tikhanovski est par ailleurs constamment suivi par des individus et des véhicules émanant vraisemblablement des services spéciaux biélorusses.
Les vidéos YouTube de Tikhanovski, qui critiquent le régime de Loukachenko, gagnent en popularité. Les blogueurs indépendants anti-Loukachenko, dont Tikhanovski, sont dès lors considérés par le gouvernement comme une menace majeure pour son régime, car ils représentent une alternative aux médias traditionnels (télévision, journaux, radio) contrôlés par le pouvoir : un grand nombre d'entre eux sont donc inquiétés par les autorités. Cela n'empêche pas la chaîne YouTube de Tikhanovski de rassembler 140 000 abonnés en mai 2020 ; à la mi-juillet 2020, ce nombre est passé à 243 000, soit plus de douze fois le nombre d'abonnés à la chaîne satellite Belarus 24 sous contrôle de l'État.

### Activité politique

#### Anti-parade à Babrouïsk
Le 9 mai 2020, des dizaines de partisans de Sergueï Tikhanovski organisent un « anti-défilé » à Babrouïsk pour protester contre le maintien par les autorités du défilé du Jour de la Victoire à Minsk, en pleine pandémie de Covid-19. La manifestation prend la forme d'un rallye automobile de protestation, à l'issue duquel une quinzaine de personnes, dont Tikhanovski, sont arrêtées par la police.

#### Élections et manifestations de 2020
Le 7 mai est diffusée sur la chaîne YouTube de Sergueï Tikhanovski une vidéo où il annonce son intention de briguer la présidence de la Biélorussie, défiant Alexandre Loukachenko et son règne de plusieurs décennies. Cette déclaration survient alors que son auteur a été interpellé la veille par la police biélorusse dans les environs de Mahiliow ; les policiers menacent de briser la vitre de la voiture de Tikhanovski, sans présenter de carte confirmant qu'ils appartiennent bien aux forces de l'ordre. Un autre membre de l'équipe du blogueur, auparavant arrêté, est libéré sous la pression de la foule à Mahiliow. Le lendemain, d'autres partisans de Tikhanovski, dont le blogueur Ouladzimier Niaronski de Sloutsk, sont interpellés à l'issue d'une course-poursuite avec la police routière, assistée de deux fourgons des forces spéciales AMAP.
Après les arrestations, les partisans de Sergueï Tikhanovski organisent une série de manifestations dans tout le pays. Selon Radio Liberty, vingt à trente personnes sont arrêtées à Homiel, la ville natale de Tikhanovski. Le Centre Viasna des droits de l'homme rapporte d'autre part l'arrestation brutale d'au moins dix-neuf partisans du blogueur à Minsk.  
Après son arrestation, Sergueï Tikhanovski est placé dans un centre de détention provisoire à Homiel, au motif de sa participation à un rassemblement à Minsk le 19 décembre 2019 contre l'intégration de la Biélorussie à la Russie. Il est finalement condamné à quinze jours d'emprisonnement pour « participation à une action de protestation non autorisée » en décembre 2019, et à trente autres jours pour avoir rencontré des abonnés à sa chaîne YouTube à Orcha et Brest. Après cette sentence, Tikhanovski annonce sur YouTube son intention de se présenter à la présidence de la Biélorussie. Cependant, la Commission électorale centrale de Biélorussie refuse d'enregistrer le groupe d'initiative constitué dans la foulée, ce qui équivaut à une invalidation de sa candidature. 
Face à ce refus, l'épouse de Tikhanovski, Svetlana Tikhanovskaïa, décide de se présenter. La Commission électorale accepte cette fois-ci d'enregistrer son groupe d'initiative, dont Tikhanovski devient le chef, chargé de recueillir des signatures pour la participation de Tikhanovskaïa à l'élection présidentielle.
Le 20 mai, Sergueï Tikhanovski est remis en liberté, événement qu'il attribue à la pression exercée par ses partisans. Dans une interview avec Tikhanovski après sa libération, la Deutsche Welle établit des parallèles entre le blogueur biélorusse et le chef de l'opposition russe Alexeï Navalny, ainsi que l'acteur ukrainien Volodymyr Zelensky, devenu président de l'Ukraine. RTVI reprend également ce parallèle entre Tikhanovski et Navalny.
Sergueï Tikhanovski entame alors une série de déplacements à travers le pays, organisant des piquets de grève pour recueillir des signatures en faveur de Svetlana Tikhanovskaïa. Très populaires, ces événements rassemblent des milliers de personnes[réf. nécessaire] : la file d'attente pour le piquet de grève à Minsk, près du marché Kamarouski, serpente ainsi sur près de 800 mètres. Plusieurs milliers de personnes assistent également au piquet de Tikhanovski à Homiel. Le blogueur s'engage à recueillir des signatures pour des élections biélorusses justes et sans fraude.
La campagne de Tikhanovski fait un grand usage du slogan « Stop, cafard ! », scandé par ses partisans en référence au conte Cafard du poète soviétique Korneï Tchoukovski, qui raconte l'histoire d'un « cafard moustachu » intimidant tous les animaux pour devenir leur chef — les militants associent l'insecte au président Loukachenko. Le symbole de la campagne des époux Tikhanovski devient alors la pantoufle, moyen traditionnel de lutte contre le parasite : les événements de Biélorussie sont ainsi parfois qualifiés de « révolution des pantoufles », selon l'expression du militant biélorusse Franak Viatchorka.

#### Arrestation de Hrodna
Le 29 mai 2020, alors qu'il recueille des signatures pour la candidature de son épouse dans la ville de Hrodna, dans le nord-ouest de la Biélorussie, Sergueï Tikhanovski est de nouveau arrêté avec au moins huit autres personnes pour « organisation ou préparation d'une grave atteinte à l'ordre public ». Des images et des témoignages montrent que Tikhanovski a été arrêté à la suite d'un incident après qu'une femme l'a suivi et touché de façon agressive, dans une tentative de provocation apparemment délibérée ; deux policiers ont alors rallié sa poursuivante et une bagarre avec les forces de l'ordre s'est ensuivie. Selon le Centre Viasna des droits de l'homme, au moins treize personnes sont alors arrêtées, dont deux membres du groupe d'initiative de Svetlana Tikhanovskaïa et trois assistants de Sergueï Tikhanovski. Le ministère de l'Intérieur de Biélorussie annonce l'ouverture d'une procédure pénale pour « violence contre des policiers », les autorités affirmant que des policiers ont été blessés (bien qu'il n'y ait aucune preuve d'une telle blessure dans les vidéos de l'événement).
Après cette arrestation, Svetlana Tikhanovskaïa exige la libération immédiate de son mari, dénonçant une « sale provocation » à son encontre, insistant sur la nature légale et pacifique du rassemblement et qualifiant l'arrestation de « violation à motivation politique de ses droits constitutionnels ». Amnesty International et Human Rights Watch condamnent également l'arrestation de Tikhanovski par les autorités biélorusses et la répression plus large menée par le pouvoir contre des personnalités de l'opposition, des journalistes et des blogueurs avant l'élection présidentielle de 2020, prenant notamment la forme d'arrestations et détentions arbitraires sous des prétextes sécuritaires,. Amnesty déclare que « l'arrestation et les poursuites engagées contre Sergueï Tikhanovski et d'autres personnes détenues à ses côtés sont arbitraires, injustifiées et politiquement motivées », et considère le groupe comme « des prisonniers d'opinion, car ils sont détenus uniquement pour avoir exercé pacifiquement leurs droits humains ».
Le 14 décembre 2021, un tribunal biélorusse le condamne à 18 ans de prison pour « organisation de troubles massifs », « incitation à la haine dans la société », « troubles à l'ordre public » et « obstruction à la Commission électorale ». Il s'agit de la plus lourde peine prononcée contre une figure de l'opposition biélorusse.  